# Porumbeni (Harghita)
Porumbeni (en hongrois: Nagygalambafalva) est une commune roumaine du județ de Harghita, dans la région historique de Transylvanie. Elle est composée des deux villages suivants:
- Porumbenii Mari, siège de la commune
- Porumbenii Mici (Kisgalambfalva)

## Localisation
Porumbeni est située dans le sud-ouest du comté de Harghita, au l'est de la Transylvanie dans le Pays Sicule, dans la dépression de Ciuc, à 60 km de la ville de Miercurea Ciuc.

## Monuments et lieux touristiques
- L'église réformée du village de Porumbenii Mari (construite au XIIIe siècle), monument historique.
- Réserve naturelle Lacul Raț.
- Musée "Miklós Felek".